# Keokuk (Iowa)
Pour les articles homonymes, voir Keokuk (homonymie).
La ville de Keokuk (en anglais [ˈkiəˌkʌk]) est un des deux sièges du comté de Lee, dans l’État de l’Iowa, aux États-Unis. Lors du recensement de 2010, sa population était de 10 780 habitants. Le nom de la ville vient du chef amérindien Keokuk. Elle se trouve à la confluence du fleuve Mississippi et de la rivière Des Moines.
Le deuxième siège du comté est Fort Madison.

## Architecture
- Église de Tous-les-Saints (néogothique), inscrite au Registre national des lieux historiques

## Personnalités liées à la ville
Keokuk est le lieu de naissance de :
- Elsa Maxwell
- Conrad Nagel
- Jeremy Soule

## À noter
La ville héberge un centre éducatif, sujet à polémiques, de l'organisme WWASP : la Midwest Academy.

## Source
- (en) Cet article est partiellement ou en totalité issu de l’article de Wikipédia en anglais intitulé « Keokuk, Iowa » (voir la liste des auteurs).